# Genoveva Añonma
Genoveva Añonma és una davantera de futbol internacional amb Guinea Equatorial.
En 2011 va jugar el Mundial d'Alemanya, on va marcar els dos gols de Guinea Equatorial. Al 2012, després de guanyar la Copa d'Àfrica amb la selecció i la Bundeslliga amb el Turbine Potsdam siguent la màxima golejadora de tots dues competicions i arribar a les semifinals de la Lliga de Campions, va ser nominada millor jugadora africana del any.
Ha jugat a sis lligues i quatre continents diferents. Actualment juga al Atlético Madrid, a la Primera Divisió espanyola.

## Trajectòria
| Temporades    | Lliga             | Club                     | P  | G  | Actualitzat |
| ------------- | ----------------- | ------------------------ | -- | -- | ----------- |
| 2002 - 2005   | D1                | Águilas Verdes de Malabo |    |    |             |
| 2006 - 2007   | D1                | Mamelodi Sundowns        |    |    |             |
| 09/10 - 10/11 | D1                | USV Jena                 | 50 | 37 |             |
| 11/12 - 14/15 | D1                | Turbine Potsdam          | 79 | 60 |             |
| 2015          | Prof.             | Portland Thorns          | 12 | 01 |             |
| 2016          | D1                | Suwon FMC                |    |    |             |
| 16/17 - act.  | D1                | Atlético Madrid          |    |    |             |
|               |                   |                          |    |    |             |
| 2002 - 2016   | Selecció absoluta | Selecció absoluta        | 32 | 18 | 12/11/2016  |

### Palmarès
| Títols — Seleccions nacionals            |       |      |
| 0 2 Copes d'Àfrica                       | 2008  | 2012 |
| Títols — Clubs                           |       |      |
| 1 Lliga                                  | 11/12 |      |
| Reconeixements — Premis                  |       |      |
| 0 Millor jugadora d'Àfrica               | 2012  |      |
| Màxima golejadora de la Lliga            | 11/12 |      |
| Reconeixements — Seleccions de jugadores |       |      |
| Equip ideal del Mundial                  | 2011  |      |